# Gerrit Bosveld
Gerrit Bosveld  was van 1955 tot 1963 een Nederlandse voetballer van De Graafschap in Doetinchem. Zijn trainers waren Jan Poules, Wim Engel, Eric Norman Jones en Evert Teunissen.
Toen zijn semi-profcarrière was afgelopen werd hij trainer bij Gelderse amateurclubs. onder andere VV Doetinchem en SV Concordia-Wehl.

## Carrièrestatistieken
| Seizoen         | Club            | Land            | Competitie       | Competitie | Competitie | Beker | Beker | Internationaal | Internationaal | Overig | Overig | Totaal | Totaal |
| Seizoen         | Club            | Land            | Competitie       | Wed.       | Dlp.       | Wed.  | Dlp.  | Wed.           | Dlp.           | Wed.   | Dlp.   | Wed.   | Dlp.   |
| --------------- | --------------- | --------------- | ---------------- | ---------- | ---------- | ----- | ----- | -------------- | -------------- | ------ | ------ | ------ | ------ |
| 1955/56         | De Graafschap   | Nederland       | Hoofdklasse B    | –          | 2          | –     | –     | 0              | 0              | 0      | 0      | –      | 2      |
| 1956/57         | De Graafschap   | Nederland       | Eerste divisie A | –          | –          | –     | 0     | 0              | 0              | 0      | 0      | –      | –      |
| 1957/58         | De Graafschap   | Nederland       | Eerste divisie A | –          | –          | –     | 0     | 0              | 0              | 0      | 0      | –      | –      |
| 1958/59         | De Graafschap   | Nederland       | Eerste divisie B | –          | –          | –     | –     | 0              | 0              | 0      | 0      | –      | –      |
| 1959/60         | De Graafschap   | Nederland       | Eerste divisie B | –          | –          | –     | –     | 0              | 0              | 0      | 0      | –      | –      |
| 1960/61         | De Graafschap   | Nederland       | Tweede divisie   | –          | 0          | –     | 1     | 0              | 0              | 0      | 0      | –      | 1      |
| 1961/62         | De Graafschap   | Nederland       | Tweede divisie   | –          | 0          | –     | 0     | 0              | 0              | 0      | 0      | –      | 0      |
| 1962/63         | De Graafschap   | Nederland       | Tweede divisie A | –          | 0          | –     | 0     | 0              | 0              | 0      | 0      | –      | 0      |
| Carrière totaal | Carrière totaal | Carrière totaal | Carrière totaal  | –          | –          | –     | 1     | 0              | 0              | 0      | 0      | –      | –      |